# Bolboschoenus maritimus
Lo scirpo marittimo (Bolboschoenus maritimus (L.) Palla) è una pianta palustre della famiglia delle Cyperaceae.
È una pianta tipica della foce dei fiumi. Predilige suoli umidi a modesta concentrazione salina.
Dà luogo a formazioni pure o in associazione con il canneto di cannuccia di palude (Phragmites australis).
I suoi semi sono fonte di nutrimento per numerose specie dell'avifauna che popola le zone umide.